# Colchagua (distrito)
Colchagua fue uno de los distritos que integró la subdelegación de Palmilla, en el antiguo departamento de San Fernando, provincia de Colchagua, Chile.
El territorio del distrito fue organizado mediante decreto del presidente José Joaquín Pérez Mascayano el 14 de agosto de 1867.

## Historia
El distrito, que ocupó el número 3.° de la subdelegación Palmilla, fue creado por decreto supremo del 14 de agosto de 1867, que divide el departamento de San Fernando en veinte subdelegaciones y numerosos distritos. El documento determina así sus límites:

Al norte, los mismos deslindes de la subdelegación; al este, el Tinguiririca y el estero de Chimbarongo; al sur, los confines de la hacienda de Colchagua; y al oeste, el estero de Santa Cruz y el cordón que se extiende desde la puntilla del Arrayán hasta la de la Pelota.

El Decreto con Fuerza de Ley N.° 8.583 del 30 de diciembre de 1927 redistribuye el territorio del departamento de San Fernando y los distritos se suprimen.

## Administración
La administración del territorio estaba a cargo de un inspector, quien respondía a las órdenes del subdelegado, quien tenía la potestad de nombrarlos o removerlos dando cuenta al gobernador departamental.